# Венеди (Илиноис)
Венеди (енгл. Venedy) град је у америчкој савезној држави Илиноис.

## Демографија
По попису из 2010. године број становника је 138, што је 1 (0,7%) становника више него 2000. године.
| Група             | 2000.       | 2010.       |
| Белци             | 130 (94,9%) | 132 (95,7%) |
| Афроамериканци    | 0 (0,0%)    | 0 (0,0%)    |
| Азијати           | 0 (0,0%)    | 3 (2,2%)    |
| Хиспаноамериканци | 5 (3,6%)    | 1 (0,7%)    |
| Укупно            | 137         | 138         |